# Докмановићи
Докмановићи су насељено мјесто града Врбовског, у Горском котару, у Приморско-горанској жупанији, Република Хрватска.

## Географија
Докмановићи се налазе око 9,5 км сјеверозападно од Врбовског.

## Становништво
Према попису становништва из 2011. године, насеље Докмановићи је имало 54 становника.
| Националност       | 1991. | 1981. | 1971. | 1961. |
| Срби               | 90    | 78    | 95    | 84    |
| Хрвати             | 16    | 12    | 10    | 10    |
| Југословени        | 3     | 16    | 1     |       |
| остали и непознато | 9     | 1     | 1     |       |
| Укупно             | 118   | 107   | 107   | 94    |

| Демографија | Демографија | Демографија |
| Година      | Становника  | Становника  |
| ----------- | ----------- | ----------- |
| 1961.       | 94          |             |
| 1971.       | 107         |             |
| 1981.       | 107         |             |
| 1991.       | 118         |             |
| 2001.       | 61          |             |
| 2011.       |             | 54          |